# Maria Àngels Alabert i Feliu
Maria Àngels Alabert i Feliu (* 14. September 1937 in Girona) ist eine katalanische Komponistin, Pianistin und Musikpädagogin.

## Leben und Werk
Maria Àngels Alabert wurde zunächst in den Disziplinen Klavier, Komposition und Dirigieren ausgebildet. Sie erweiterte ihren musikalischen Horizont durch Studien in Pädagogik, Musikanalyse, Ethnomusikologie und Gregorianischem Gesang.
Sie wirkte als Professorin und Studienleiterin am Städtischen Konservatorium von Girona, wo sie die Fächer Kammermusik und Klavier unterrichtete. Sie hielt Vorlesungsreihen zur Musikgeschichte und Musikästhetik.
Sie wirkte mehrfach als Mitglied von Musikwettbewerbsjurys unter anderem bei dem Klavierwettbewerb  Ciutat de Berga, beim internationalen Kompositionswettbewerb Mestre Civil in Girona und beim Kompositionswettbewerb für die Cobla de Banyoles-Ceret. Sie war 1991 Gründerin und Leiterin des Coral Maragall de Girona, mit dem sie Werke wie das Requiem von Mozart, die Carmina Burana und die Kantate Rejoice in the Lamb von Benjamin Britten aufführte. Gleichzeitig wirkte sie als Beraterin für Popmusik am Kulturministerium der Generalitat de Catalunya.
Seit 1990 bildete sie zusammen mit Jost Nickel (* 1942, Traversflöte) und Ursula Keusen-Nickel (* 1932, Violoncello) das Trio de Camera Alemany („Deutsches Kammertrio“), mit dem sie zahlreiche Konzerte in Katalonien und Deutschland gab. Mit diesem Kammerensemble spielte sie eine CD mit kammermusikalischen Werken aus den beiden genannten Kulturkreisen ein. Sie komponierte diverse Chor- und Klavierwerke, darunter Cinc variacions sobre un mode de Messiaen („Fünf Variationen über ein Thema von Messiaen“).